# Ludwik Liszka
Ludwik Liszka (ur. 12 sierpnia 1897 w Medenicach, zm. 17 sierpnia 1920 pod Zadwórzem) – podporucznik Wojska Polskiego, kawaler Orderu Virtuti Militari.

## Życiorys
Urodził się 12 sierpnia 1897 w Medenicach, w rodzinie Wawrzyńca i Marii z domu Botiuk.
Należał do harcerstwa, a w roku 1914 wstąpił do Legionu Wschodniego, po rozwiązaniu którego ukończył gimnazjum w Drohobyczu, zdając maturę. W latach 1917–1918 służył w armii austro-węgierskiej uzyskując stopień podporucznika.
W listopadzie 1918 roku został internowany przez Ukraińców. Przetrzymywany był w obozie koło Kołomyi, z którego, jako ciężko chory, został zwolniony w maju 1920 roku. Po wyleczeniu, pod koniec 1919 roku, wstąpił do Wojska Polskiego i otrzymał przydział do Dowództwa Okręgu Generalnego Lwów. 
Wziął udział w wojnie polsko-bolszewickiej. Od lipca 1920 dowodził 1. kompanią karabinów maszynowych Detachement rtm. Abrahama. Został ranny w rękę w dniu 8 sierpnia tegoż roku pod Chodaczkowem. Poległ w dniu 17 sierpnia 1920 r. pod Zadwórzem podczas osłaniania odwrotu wojsk polskich na Lwów. Wziął wówczas udział w ataku swego oddziału na przeważające liczebnie oddziały kawalerii radzieckiej (były to jednostki 6 Dywizji Kawalerii z 1 Armii Konnej gen. Siemiona Budionnego). Otoczony przez bolszewików walczył do końca, chcąc uniknąć niewoli popełnił samobójstwo . 
Był kawalerem, nie miał dzieci.

## Ordery i odznaczenia
- Krzyż Srebrny Orderu Virtuti Militari nr 8019 – pośmiertnie 27 lipca 1922[5][1]

25 marca 1938 Juliusz Liszka, brat Ludwika, zamieszkały w Drohobyczu przy ul. Św. Jura 47 potwierdził odbiór krzyża nr 8019 wraz z legitymacją.